# Federico Patellani
Federico Patellani, né à Monza le 1 décembre 1911 et mort à Milan le 10 février 1977 est un photographe et cinéaste italien. Il fut photographe de guerre puis photojournaliste en Italie.

## Biographie
Federico Patellani commence la photographie avec son père, un avocat de Monza, qui lui a offert son premier appareil photo et lui a enseigné le développement. Il fait ses études à la faculté de droit à Milan pour devenir avocat.
En 1935, officier de l'armée italienne, il photographie les opérations des ingénieurs en Afrique de l'Est. A son retour en Italie, il quitte sa carrière d'avocat pour se consacrer entièrement à la photographie. Il a commencé à collaborer avec la revue Tempo dès sa création en 1939.
Durant la Seconde Guerre mondiale, il devient photographe de guerre, il travaille sur le front de l'Est en Russie sous le pseudonyme de Pat Monterosso puis en Italie.
Après 1946, il devient le photojournaliste de référence de l'hebdomadaire Tempo. Il fait des reportages sur les difficultés de l'Italie du Sud. Il fait aussi de nombreux clichés de stars du cinéma italien florissant des années 1950 grâce à son amitié de longue date avec les producteurs et cinéastes Dino De Laurentis, Alberto Lattuada, Carlo Ponti et Federico Fellini.

## Postérité
La collection de ses photographies composée de plus de 700 000 clichés, est conservée au Musée de la photographie contemporaine à Cinisello Balsamo.

## Galerie Photos

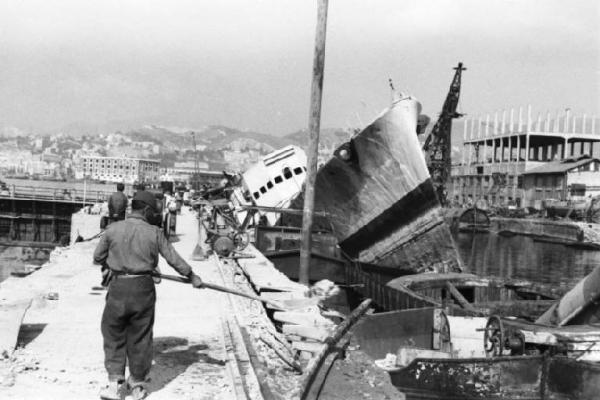
Port de Gênes 1945
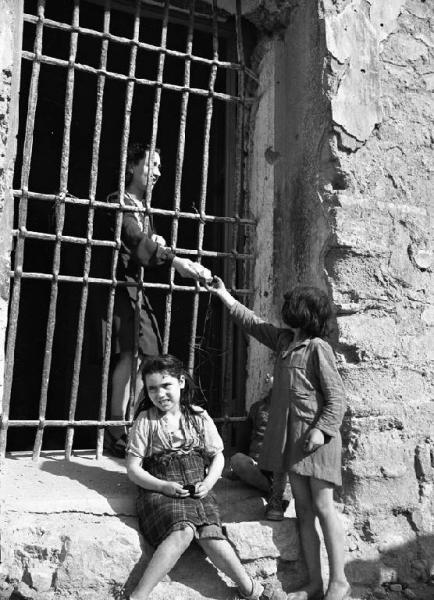
Naples 1946
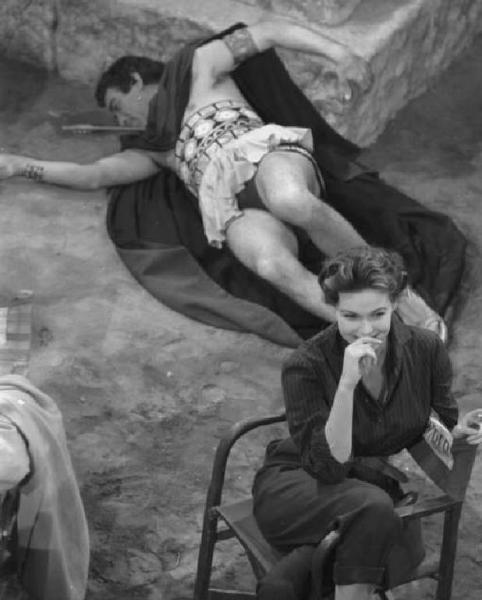
Tania Weber et Anthony Quinn dans Ulysse 1954
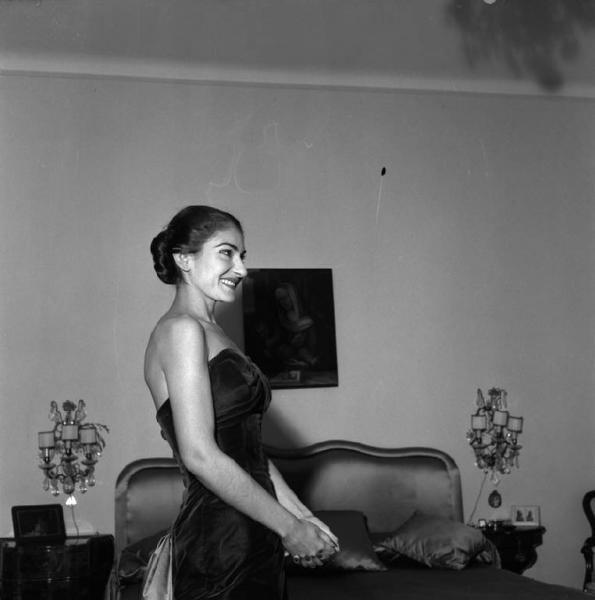
Maria Callas 1957